# 안양 삼막사 명부전
안양 삼막사 명부전(安養 三幕寺 冥府殿)은 대한민국 경기도 안양시 만안구 석수동, 삼막사에 있는 조선시대의 건축물이다. 1985년 6월 28일 경기도의 문화재자료 제60호로 지정되었다.

## 개요
삼성산(三聖山)에 위치한 삼막사는 신라시대에 원효대사(元曉大師 : 617~686)가 창건하여 그 뒤 조선 초기에 무학대사(無學大師 : 1327~1405)가 중수하였고 서산대사(西山大師 : 1520~1604) 등이 수도한 곳이라고 전한다. 사내에는 명부전을 비롯하여 육관음전, 망해루, 삼층석탑, 사적비 등이 있다. 명부전은 지장보살을 위시하여 명부의 10대 왕을 모신 곳으로 명왕전(冥王殿)으로 부르기도 하는데, 이 곳 삼막사에서는 명왕전이라고 현판했다.
조선 고종(高宗) 17년(1880)에 건립된 명부전은 장대석(長臺石)으로 쌓은 2단의 기단 위에 정면 3칸, 측면 2칸으로 구성되었다. 현재는 맞배지붕에 방풍판까지 시설되어 있으나 원래 팔작지붕이었던 것을 개수한 것으로 생각된다. 공포는 조선 말기의 일반적인 주심포계 형식으로 귀포의 용머리 조각 등 장식적인 요소가 많이 사용되었다.

## 참고 문헌
- 삼막사명부전 - 국가유산청 국가유산포털
- 삼막사 명부전 보관됨 2018-06-30 - 웨이백 머신 - 안양시청 / 문화재